# Culicoides arizonensis
Culicoides arizonensis är en tvåvingeart som beskrevs av Wirth och Hubert 1960. Culicoides arizonensis ingår i släktet Culicoides och familjen svidknott. Inga underarter finns listade i Catalogue of Life.